# Walim
Artikeln handlar om orten i Sudeterna i sydvästra Polen. För orten i östra Polen, se Walim, Masoviens vojvodskap.

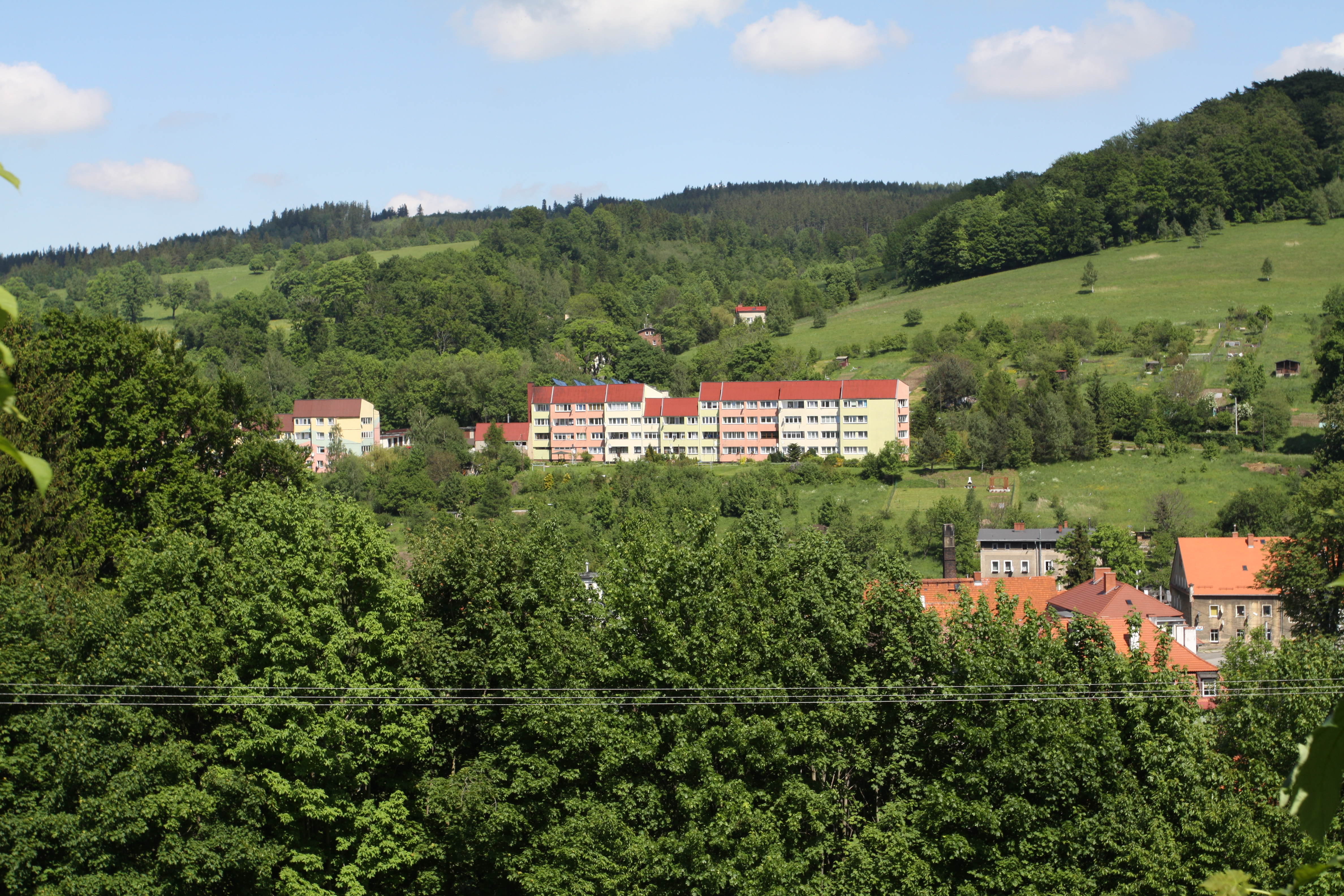
Walim

Walim ['valim], tyska: Wüstewaltersdorf, är en by och centralort i landskommun i sydvästra Polen, belägen på de västra sluttningarna av Góry Sowie (Ugglebergen) i Sudeterna, 12 kilometer sydost om staden Wałbrzych. Administrativt tillhör kommunen distriktet Powiat wałbrzyski i Nedre Schlesiens vojvodskap. Tätorten hade omkring 2 600 invånare år 2004 och är centralort för en kommun med totalt 5 683 invånare år 2014.

## Sevärdheter
- S:a Barbarakyrkan, uppförd 1548 som protestantisk kyrka och efter 1654 använd som katolsk kyrka. Huvudaltaret tillkom på 1780-talet och Madonnastatyn med barnet i koret härstammar även den från sent 1700-tal.
- Borgarhus från 1700-talet och 1800-talet.
- Familjen von Zedlitz familjekrypta.
- Söder om staden finns en ingång till det ofullbordade underjordiska bunkersystem som uppfördes av nazisterna som del av Projekt Riese 1943–1945, troligen för användning som Führerhauptquartier.
- 1742 uppfördes ett protestantiskt bönehus som byggdes om i barockstil 1751. Byggnaden förstördes i slutet av andra världskriget 1945 och rekonstruerades efter kriget.